# 2010年バンクーバーオリンピックのスイス選手団
2010年バンクーバーオリンピックのスイス選手団（2010ねんバンクーバーオリンピックのスイスせんしゅだん）は、2010年2月12日から2月28日までカナダのブリティッシュコロンビア州バンクーバー市で開催された2010年バンクーバーオリンピックのスイス選手団、およびその競技結果。

## 概要
今大会は金メダル6個、銅メダル3個の合計9個のメダルを獲得した。
スキージャンプでは、シモン・アマンが男子ノーマルヒルと男子ラージヒルを制し2冠を達成した。

## メダル
| メダル | 選手名                                                                                           | 競技                   | 種目               |
| ------ | ------------------------------------------------------------------------------------------------ | ---------------------- | ------------------ |
| 金     | ディディエ・デファゴ                                                                             | アルペンスキー         | 男子滑降           |
| 金     | カルロ・ヤンカ                                                                                   | アルペンスキー         | 男子大回転         |
| 金     | シモン・アマン                                                                                   | スキージャンプ         | 男子ノーマルヒル   |
| 金     | シモン・アマン                                                                                   | スキージャンプ         | 男子ラージヒル     |
| 金     | ダリオ・コログナ                                                                                 | クロスカントリースキー | 男子15kmフリー     |
| 金     | ミヒャエル・シュミット                                                                           | フリースタイルスキー   | 男子スキークロス   |
| 銅     | シルバン・ツルブリッゲン                                                                         | アルペンスキー         | 男子スーパー複合   |
| 銅     | オリビア・ノブス                                                                                 | スノーボード           | スノーボードクロス |
| 銅     | ラルフ・シュテークリ ヤン・ハウザー マーカス・エグラー シモン・シュトリュービン トニ・ミューラー | カーリング             | 男子               |